# Natanz
Natanz (in persiano نطنز) è il capoluogo dello shahrestān omonimo, nella provincia di Esfahan, in Iran. Si trova a 70 km a sudest di Kashan. La popolazione nel 2006 ammontava a 12.060 abitanti.

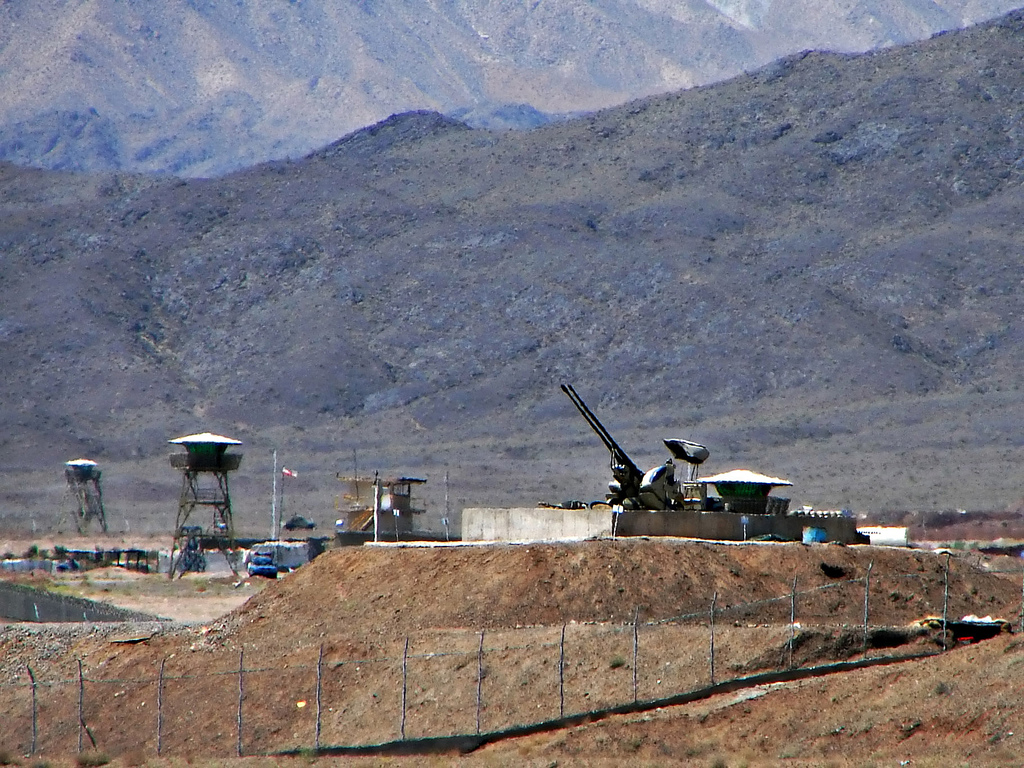
Cannoni anti-aerei a difesa dell'impianto nucleare di Natanz

## Geografia fisica
Il suo clima particolarmente salubre e la frutta localmente prodotta (specialmente le pere di Natanz) sono rinomati in tutto l'Iran. La famosa catena montuosa del Karkas (Kuh-e Karkas, che significa "montagna degli avvoltoi"), che raggiunge un'altezza di 3.899 metri, sormonta il villaggio, e gli abitanti del villaggio, indicandola, raccontano che il re achemenide Dario III venne ucciso nei pressi.

## Monumenti e luoghi d'interesse

### Architetture religiose
Alcuni piccoli monasteri punteggiano l'area, come il monastero di Abd as-Samad. Elementi architettonici presenti nel complesso di edifici risalgono al 1304, con successive aggiunte e restauri, come la khaneqah e la volta in stile muqarnas. La tomba onora lo sceicco Abd al-Samad, filosofo e religioso sufita, e venne costruita dal visir ilkhanide Zain al-Din Mastari, discepolo dello sceicco.

## Installazione nucleare
L'impianto nucleare di Natanz, che si trova a circa 30 chilometri in direzione nord-nordovest dalla cittadina (33°43′N 51°43′E) vicino ad una delle autostrade principali, si ritiene che sia il principale centro per l'arricchimento dell'uranio dell'Iran (ad uso sia civile che possibilmente militare) dal momento che si stima siano state installate 3.800 centrifughe, attualmente operative, alimentate con esafluoruro di uranio (UF6).
Nel 2009 l'impianto nucleare è stato oggetto di un sabotaggio informatico tramite uno worm chiamato Stuxnet nel quale è stato manomesso un gran quantitativo di macchinari impiegati per la lavorazione di materiale nucleare. In seguito, le autorità iraniane hanno accusato Israele di aver condotto un atto di «terrorismo nucleare».